# 星瞳
星瞳最早是游戏《QQ炫舞》中出现的一名NPC角色，现在是QQ炫舞系列虚拟代言人，中国首个虚拟时尚博主，同时也是一位虚拟歌手和主播。

## 設計
星瞳的首次出场是在腾讯为QQ炫舞手游宣传推出的《舞舞动人》系列MMD视频，第一期由鹿乃进行声乐部分的演唱。星瞳和另外两个角色（宫商羽、付小光）在游戏中作为NPC人物对玩家进行指引。彼时的星瞳仅作为QQ炫舞手游的看板娘，没有背景介绍或角色故事。
星瞳IP化的第一步始于2018年5月26日，她以陈伟霆（时为QQ炫舞的代言人）师妹身份出道。五个月后，腾讯展开对星瞳的声优选拔活动，为此拉到了美汁源果粒奶优的合作，一系列比赛名为：“声由你定”，在华东、华南的多所传媒院校举行了海选。QQ炫舞的第一次玩家社群活动在艺仓美术馆举办，活动后受Vogue (杂志)邀请，腾讯方以星瞳名义发布采访：《破壁：我们与虚拟偶像共话行业未来》。QQ炫舞支持星瞳的代言和演出还包括：2019年上海时装周舞台秀，Levi's的虚拟代言人，2020年四川卫视新年演唱会的开场表演，江苏卫视制作的综艺节目《2060》等。在星瞳以Vtuber身份第二次出道之前，她的微博粉丝数量就已经达到了炫舞游戏官号的一半。
星瞳Vtuber企划现隶属于腾讯IEG事业群下的CDD（Content Development Department）部门，项目于2021年2月1日启动。该企划在中国大陆首次成功使用Unity 5为引擎进行了实时动作捕捉和渲染输出直播画面。基于云小微数智人平台，腾讯推出了星瞳等一系列IP型虚拟数字人，《QQ炫舞》系列发行制作人 Todd 表示，中國国内虚拟偶像目前的变现逻辑距离成熟模式还很远，除了品牌合作外，星瞳未来还有发行唱片、制作动画和游戏等一系列途径。目前，为了和自己“虚拟博主、时尚代言人”的身份匹配，星瞳的代言从QQ炫舞NPC时期的服饰，扩展到了推广传统文化、腾讯公司形象、潮牌食品、游戏、交通出行、歌舞等不同领域，在bilibili每周2D、3D各进行一次直播。

## 活動
2020年6月27日，星瞳成为李宁运动时尚潮流星推官，並在11月7日南京德基广场举办的“致敬经典、星舞未来”主题星浪潮复古DISCO之夜作为首位嘉宾“登场”，带来对于此次合作的介绍及联名服装设计理念的分享，同時推出的「时代偶像李宁&炫舞虚拟偶像星瞳的跨时空对话」TVC以CG动画+实拍的形式完成李宁与星瞳的跨次元同框。
2021年5月，星瞳成为长沙首位非遗文旅推广大使，先後在爱晚亭、橘子洲、黄兴路等景點“露面”。12月3日，由星瞳與歌手郭颖共同演唱的QQ炫舞醒狮时尚季主题曲《HEA！狮舞》正式上架QQ音乐、酷狗音乐和酷我音乐平台，星瞳同時还受邀担任佛山市南海区政府发起的“醒狮时尚季”的“南海醒狮国潮星推官”。
2022年，星瞳拍攝了与花样滑冰世界冠军庞清、佟健冰上共舞的TVC，截至2月21日已在B站收获近150万播放，2月19日，星瞳和全新的花滑主题衣装出现在腾讯体育《赢战冰雪》直播间，对2022年花样滑冰双人滑比赛进行了解说，还与庞清、佟健进行了同框互动。5月4日，星瞳出現在中央广播电视总台推出的首个数实融合虚拟音乐世界节目《奋斗的青春——2022年五四青年节特别节目》。6月，中国传媒大学动画与数字艺术学院的“元宇宙毕业典礼”邀请星瞳做主持人。

## 作品
《星·引力》
《星·引力（X·travity）》是星瞳发行的第一张个人专辑。它是一张打上独属于星瞳烙印和回馈粉丝的原创音乐作品，以自己核心的舞蹈实力为基础，通过精心制作的各种音舞体验，大胆的将包含大众平时无法接触到的背后一面，也展现出来。
| 曲序     | 曲目              |                                          | 编曲                          | 时长  |
| -------- | ----------------- | ---------------------------------------- | ----------------------------- | ----- |
| 1.       | FM25.68           | 星瞳                                     | Ayaan苏皓洋                   | 2:08  |
| 2.       | 瞳                | 丁彦雪/羊炯秋                            | 刘冠帅                        | 3:47  |
| 3.       | 心动节拍          | 刘恩善lensa/袁天野@金蜗牛lrc/AlexJ       | 郑载烨(JYMON)@匠星音乐/AVGS   | 3:18  |
| 4.       | 星引力            | Val Del Prete、AlexJ、袁天野、杨欣至SinZ | 陈星翰 Starr Chen, CYH        | 3:18  |
| 5.       | Prelude (夜之序)  |                                          | Foko                          | 1:00  |
| 6.       | 夜 (Last Feeling) | Alex J/星瞳                              | 文颖秋@CANDY CAN/Jackpot Wave | 3:26  |
| 总时长： | 总时长：          | 总时长：                                 | 总时长：                      | 16:57 |

## 外部連結
- 星瞳在QQ炫舞的主页 （页面存档备份，存于）
- 星瞳的bilibili空间主页 （页面存档备份，存于）